# Celsa (Unternehmen)
Celsa (Eigenbezeichnung CELSA, Abkürzung für Compañía Española de Laminación) ist ein spanischer Stahlhersteller mit Sitz in Castellbisbal bei Barcelona. 2013 war Celsa mit einer Stahlproduktion von 7 Millionen Tonnen unter den 50 größten Stahlherstellern.
Zu Celsa gehört auch der Walzdrahthersteller Global Steel Wire S.A.

## Hütten
Hüttenstandorte von Celsa sind:
- Celsa Barcelona, Barcelona, Spanien
- Celsa Nervacero, Vizcoya, Spanien
- Celsa Global Steel Wire, Santander, Spanien
- Celsa Atlantic, A Coruña, Spanien
- Celsa France, Bayonne, Frankreich
- Celsa UK, Cardiff, Wales
- Celsa Armeringsstål, Mo i Rana, Norwegen
- Celsa Huta, Ostrowiec Świętokrzyski, Polen